# Stegasphaeria pavonina
Stegasphaeria pavonina är en svampart som beskrevs av Syd. & P. Syd. 1916. Stegasphaeria pavonina ingår i släktet Stegasphaeria och familjen Mesnieraceae.   Inga underarter finns listade i Catalogue of Life.